# België op het wereldkampioenschap voetbal 1930
België was een van de deelnemende landen op het wereldkampioenschap voetbal 1930 in Uruguay. Het was de eerste keer dat het landentoernooi georganiseerd werd. Hector Goetinck nam als selectieheer voor de eerste keer deel aan het WK. België overleefde de groepsfase niet en keerde reeds na twee wedstrijden huiswaarts.

## Kwalificatie
Aan het eerste WK ging geen kwalificatieronde vooraf. Landen die wilden deelnemen konden zich voor 28 februari 1930 aanmelden, maar dat gebeurde niet. Door de hoge reiskosten en lange reisduur haakten veel Europese landen af. Uiteindelijk wist Jules Rimet, toenmalig voorzitter van de FIFA, toch enkele nationale ploegen te overhalen. België, Roemenië, Frankrijk en Joegoslavië zouden Europa vertegenwoordigen op het eerste WK.

## Het wereldkampioenschap
België werd voor het wereldkampioenschap ondergebracht in groep D, samen met Paraguay en de Verenigde Staten. De Rode Duivels vertrokken op 20 juni 1930 naar Zuid-Amerika, zonder sterkhouder Raymond Braine. De aanvaller van Beerschot was geschorst omdat hij het voetbal combineerde met het uitbaten van een café, wat in die tijd door de Koninklijke Belgische Voetbalbond verboden werd. De reis naar Uruguay duurde acht weken en bracht de Duivels eerst in Parijs, waar bleek dat hun bagage zoek was. Vandaar ging het naar Barcelona, waar de nationale ploeg begon aan een boottocht van twee weken richting Rio de Janeiro. Bondscoach Goetinck liet zijn spelers dagelijks trainen op het dek. Vier dagen na aankomst in Brazilië trok de ploeg naar Montevideo. De selectie werd enthousiast onthaald door de Uruguayaanse bevolking, die het feit dat België zich als eerste Europees land had ingeschreven voor het toernooi naar waarde wist te schatten.
Meteen na aankomst in Montevideo doken de eerste problemen op. Wegens plaatsgebrek in het hotel verhuisde de selectie naar het naburige Pocitos, waar de spelers geen nieuws van het thuisfront konden ontvangen. Daarnaast hadden tal van spelers door de lange bootreis ook last van landziekte. Goetinck ontfermde zich dan ook meer over het mentale dan het fysieke aspect van zijn spelersgroep.
De eerste wedstrijd voor de Belgen - het openingsduel van het WK - werd meteen een enorme tegenvaller. De Verenigde Staten wonnen probleemloos met 3-0. De score had makkelijk hoger kunnen oplopen, maar doelman Nolle Badjou voorkwam erger. Een week later stond de tweede en laatste groepswedstrijd op het programma. De Belgen wisten ook ditmaal niet te scoren. Paraguay won het duel met 1-0, na een goal van Vargas Peña in de eerste helft. Even zat er een gelijkspel in, maar verdediger Theodoor Nouwens miste de strafschop die door de Uruguayaanse scheidsrechter werd toegekend.
Met twee nederlagen en zonder doelpunten waren de Belgen meteen uitgeschakeld. Toch trok de selectie nog niet meteen terug naar huis. Eerst werkten de Belgen nog een vriendschappelijk duel af tegen de Uruguayaanse topclub Peñarol. Ook dat verloren de Duivels met 3-0. Daarna begonnen de Belgen aan de lange terugreis. Op 15 augustus 1930, na een afwezigheid van 56 dagen, kwam de selectie in Brussel aan.

### Technische staf
| Naam            | Functie           |
| --------------- | ----------------- |
| Technische staf |                   |
| Hector Goetinck | Bondscoach        |
| Emile Hanse     | Assistent-trainer |

### Selectie
| Naam              | Wedstr. |   |   |   |   | Club                     |
| ----------------- | ------- | - | - | - | - | ------------------------ |
| Ferdinand Adams   | 2       | 0 | 0 | 0 | 0 | RSC Anderlecht           |
| Arnold Badjou     | 2       | 0 | 0 | 0 | 0 | Daring Club de Bruxelles |
| Pierre Braine     | 2       | 0 | 0 | 0 | 0 | Beerschot VAC            |
| Alexis Chantraine | 0       | 0 | 0 | 0 | 0 | Club Luik                |
| Jean De Bie       | 0       | 0 | 0 | 0 | 0 | Racing Club de Bruxelles |
| Jean De Clercq    | 1       | 0 | 0 | 0 | 0 | Antwerp FC               |
| Henri De Deken    | 1       | 0 | 0 | 0 | 0 | Antwerp FC               |
| Gérard Delbeke    | 1       | 0 | 0 | 0 | 0 | Club Brugge              |
| Jan Diddens       | 2       | 0 | 0 | 0 | 0 | Racing Mechelen          |
| August Hellemans  | 2       | 0 | 0 | 0 | 0 | KV Mechelen              |
| Nic Hoydonckx     | 2       | 0 | 0 | 0 | 0 | Excelsior Hasselt        |
| Jacques Moeschal  | 2       | 0 | 0 | 0 | 0 | Racing Club de Bruxelles |
| Theodoor Nouwens  | 2       | 0 | 0 | 0 | 0 | Racing Mechelen          |
| André Saeys       | 0       | 0 | 0 | 0 | 0 | Cercle Brugge            |
| Louis Versyp      | 2       | 0 | 0 | 0 | 0 | Club Brugge              |
| Bernard Voorhoof  | 1       | 0 | 0 | 0 | 0 | Lierse SK                |

### Wedstrijden

#### Poulefase
|                          |                                     |       |        | |
| 13 juli 1930 15:00 UTC−3 | Verenigde Staten                    | 3 – 0 | België | Estadio Gran Parque Central, Montevideo Toeschouwers: 18.346 Scheidsrechter: José Macias (Argentinië) |
| 13 juli 1930 15:00 UTC−3 | McGhee 23' Florie 45' Patenaude 69' |       |        | Estadio Gran Parque Central, Montevideo Toeschouwers: 18.346 Scheidsrechter: José Macias (Argentinië) |

| Verenigde Staten | België |

| Verenigde Staten: |                  |
|                   |                  |
| GK                | Jimmy Douglas    |
| DF                | Alexander Wood   |
| DF                | George Moorhouse |
| MF                | Jimmy Gallagher  |
| MF                | Ralph Tracey     |
| MF                | Billy Gonsalves  |
| FW                | Jim Brown        |
| FW                | Thomas Florie    |
| FW                | Bert Patenaude   |
| FW                | Bart McGhee      |
| FW                | Andrew Auld      |
| Coach:            |                  |
| Bob Miller        |                  |

| België:         |                  |
|                 |                  |
| GK              | Arnold Badjou    |
| DF              | Theodoor Nouwens |
| DF              | Nic Hoydonckx    |
| MF              | Jean De Clercq   |
| MF              | August Hellemans |
| MF              | Pierre Braine    |
| FW              | Jan Diddens      |
| FW              | Bernard Voorhoof |
| FW              | Fernand Adams    |
| FW              | Jacques Moeschal |
| FW              | Louis Versyp     |
| Coach:          |                  |
| Hector Goetinck |                  |

|                          |                 |       |        | |
| 20 juli 1930 15:00 UTC−3 | Paraguay        | 1 – 0 | België | Estadio Gran Parque Central, Montevideo Toeschouwers: 20.000 Scheidsrechter: Ricardo Vallarino (Uruguay) |
| 20 juli 1930 15:00 UTC−3 | Vargas Peña 40' |       |        | Estadio Gran Parque Central, Montevideo Toeschouwers: 20.000 Scheidsrechter: Ricardo Vallarino (Uruguay) |

| Paraguay | België |

| Paraguay:          |                        |
|                    |                        |
| GK                 | Pedro Benítez          |
| DF                 | Quiterio Olmedo        |
| DF                 | Salvador Flores        |
| MF                 | Eusebio Díaz           |
| MF                 | Santiago Benítez       |
| MF                 | Tranquilino Garcete    |
| FW                 | Aurelio González       |
| FW                 | Delfín Benítez Cáceres |
| FW                 | Gerardo Romero         |
| FW                 | Lino Nessi             |
| FW                 | Luis Vargas Peña       |
| Coach:             |                        |
| José Durand Laguna |                        |

| België:         |                  |
|                 |                  |
| GK              | Arnold Badjou    |
| DF              | Theodoor Nouwens |
| DF              | Nic Hoydonckx    |
| DF              | Henri De Deken   |
| MF              | August Hellemans |
| MF              | Pierre Braine    |
| FW              | Jan Diddens      |
| FW              | Gérard Delbeke   |
| FW              | Fernand Adams    |
| FW              | Jacques Moeschal |
| FW              | Louis Versyp     |
| Coach:          |                  |
| Hector Goetinck |                  |

KBVB · A-internationals · Selecties · Statistieken · Bondscoaches · Belgisch vrouwenelftal · Olympisch elftal · België U21 · België U20 · België U19 · België U18 · België U17 · België U16 · Vrouwen U19 · Vrouwen U17
Albanië ·
Algerije ·
Andorra ·
Argentinië ·
Armenië ·
Australië ·
Azerbeidzjan ·
Bosnië en Herzegovina · 
Brazilië ·
Bulgarije ·
Burkina Faso ·
Canada ·
Chili ·
Colombia ·
Costa Rica ·
Cyprus ·
DDR ·
Denemarken ·
Duitsland ·
Egypte ·
El Salvador ·
Engeland ·
Estland ·
Faeröer ·
Finland ·
Frankrijk ·
Gabon ·
Gibraltar ·
Griekenland ·
Hongarije ·
Ierland ·
IJsland ·
Irak ·
Israël ·
Italië ·
Ivoorkust ·
Japan ·
Joegoslavië ·
Kazachstan ·
Kroatië · 
Letland ·
Litouwen ·
Luxemburg ·
Malta ·
Marokko ·
Mexico ·
Montenegro · 
Nederland ·
Noord-Ierland ·
Noord-Macedonië ·
Noorwegen ·
Oekraïne ·
Oostenrijk ·
Panama · 
Paraguay ·
Peru ·
Polen ·
Portugal ·
Qatar ·
Roemenië ·
Rusland ·
San Marino ·
Saoedi-Arabië ·
Schotland ·
Servië ·
Servië en Montenegro ·
Slovenië ·
Slowakije ·
Sovjet-Unie ·
Spanje ·
Tsjechië ·
Tsjecho-Slowakije ·
Tunesië · 
Turkije · 
Uruguay · 
Verenigde Staten · 
Wales · 
Wit-Rusland ·
Zambia · 
Zuid-Korea · 
Zweden · 
Zwitserland
Algerije (2014) ·
Argentinië (2014) · 
Brazilië (2018) · 
Canada (2022) · 
Denemarken (2021) · 
Engeland (2018, 1) · 
Engeland (2018, 2) · 
Finland (2021) · 
Frankrijk (1904) ·
Frankrijk (2018) · 
Ierland (2016) · 
Italië (2016) · 
Italië (2021) · 
Japan (2018) · 
Kroatië (2022) · 
Marokko (2022) · 
Nederland (1985) · 
Panama (2018) ·
Polen (1982) · 
Portugal (2021) · 
Rusland (2014) · 
Rusland (2021) · 
Sovjet-Unie (1982) · 
Tunesië (2018) · 
Verenigde Staten (2014) ·
West-Duitsland (1980) · 
Zuid-Korea (2014)